# Вітув (Нижньосілезьке воєводство)
Вітув (пол. Witów, нім. Nerbotin; 1937–1945: Markrode) — село в Польщі, у гміні Левін-Клодзький Клодзького повіту Нижньосілезького воєводства.
У 1975-1998 роках село належало до Валбжиського воєводства.